# Вуарон (кантон)
Вуарон (фр. Voiron) — кантон во Франции, департамент Изер, регион Рона — Альпы, округ Гренобль. INSEE код кантона — 3829. Граничит с кантонами департамента Изер: Фонтен-Веркор (3807), Тюллен (3825), Ле-Гран-Лан (3808), Шартрёз-Гье (3803) и Греноблем. Высота территории изменяется от 1891 метров (Сен-Жюльен-де-Ра) до 184 метров (Ла-Бюисс), средняя высота — 184 метров над уровнем моря.

## История кантона
До декрета 2014 года в кантон входило 10 коммун: Вуарон, Ла-Бюисс, Кублеви, Ширенг, Помье-ла-Пласетт, Сент-Опр, Сент-Этьенн-де-Кросе, Сен-Жюльен-де-Ра, Сен-Никола-де-Машерен и Вореп, а население составляло 44371 человек (2011 год).

## Коммуны кантона
В кантон входят 11 коммун, из них главной коммуной является Вуарон.
| Коммуна               | Название по-французски    | Население, чел. (2012) | Площадь | Код INSEE | Изображение |
| --------------------- | ------------------------- | ---------------------- | ------- | --------- | ----------- |
| Ла-Бюисс              | La Buisse                 | 2989                   | 11,52   | 38061     |             |
| Кублеви               | Coublevie                 | 4445                   | 7,05    | 38133     |             |
| Ла-Мюретт             | La Murette                | 1827                   | 4,22    | 38270     |             |
| Помье-ла-Пласетт      | Pommiers-la-Placette      | 547                    | 16,92   | 38312     |             |
| Сент-Опр              | Saint-Aupre               | 1102                   | 11,93   | 38362     |             |
| Сен-Касьян            | Saint-Cassien             | 1155                   | 5,67    | 38373     |             |
| Сент-Этьенн-де-Кросе  | Saint-Йtienne-de-Crossey  | 2572                   | 12,84   | 38383     |             |
| Сен-Жюльен-де-Ра      | Saint-Julien-de-Raz       | 431                    | 10,81   | 38407     |             |
| Сен-Никола-де-Машерен | Saint-Nicolas-de-Macherin | 881                    | 10,6    | 38432     |             |
| Вуарон                | Voiron                    | 19925                  | 21,9    | 38563     |             |
| Вореп                 | Voreppe                   | 9653                   | 28,65   | 38565     |             |